# Jurgen Ekkelenkamp
Jurgen Ekkelenkamp (* 5. April 2000 in Zeist, Niederlande) ist ein niederländischer Fußballspieler, der aktuell für Udinese Calcio spielt.

## Karriere

### Im Verein
Ekkelenkamp begann seine Karriere bei Almere City und wechselte 2013 in die Jugend von Ajax Amsterdam. Er debütierte am 9. April 2018 in der Eerste Divisie für Jong Ajax gegen den FC Den Bosch. Sein Eredivisie-Debüt für Ajax folgte am 19. April 2018 in der Partie gegen den VVV-Venlo. Am 10. April 2019 gab er sein Debüt in der Champions League gegen Juventus Turin.
Ende August 2021 wechselte Ekkelenkamp in die Bundesliga zu Hertha BSC. Der 21-Jährige unterschrieb einen Vertrag bis zum 30. Juni 2025. Sein Pflichtspieldebüt am 17. September 2021 krönte er im  Bundesligaheimspiel beim 2:1-Sieg über die SpVgg Greuther Fürth sogleich mit einem Tor, dem Treffer zum Ausgleich in der 61. Minute – eine Minute nach seiner Einwechslung für Kevin-Prince Boateng. Bei seinen 21 Bundesligaspielen stand er 6-mal in der Anfangsformation und erzielte 3 Tore. Da Hertha BSC die Saison auf dem 16. Tabellenplatz beendete, musste er mit Hertha in die Relegation gegen den Hamburger SV, wo sich der Bundesligist mit durchsetzte. 
Anfang August 2022 wechselte Ekkelenkamp zum belgischen Erstligisten Royal Antwerpen, bei dem er einen Vertrag bis zum 30. Juni 2026 unterschrieb. In seiner ersten Saison bestritt er 33 von 38 möglichen Ligaspielen für Antwerpen, in denen er sechs Tore schoss, zwei Pokalspiele und zwei Qualifikationsspiele zur Conference League. Er beendete die Saison als belgischer Meister und Pokalsieger. In der nächsten Saison bestritt er 39 von 40 möglichen Ligaspielen, bei denen er fünf Tore schoss sowie je sechs Spiele im nationalen Pokal und Europapokal.
Anfang August 2024 wechselte Ekkelenkamp, nachdem er noch ein Ligaspiel für Antwerpen bestritten hatte, nach Italien zu Udinese Calcio und unterschrieb dort einen langfristigen Vertrag bis Juni 2029.

### Nationalmannschaft
Ekkelenkamp durchlief von 2014 bis 2023 die Juniorennationalmannschaften des niederländischen Fußballverbands ab der U15. Mit der U21-Nationalmannschaft nahm er an den U21-Europameisterschaften 2021 und 2023 teil.

### Erfolge
Ajax Amsterdam
- Niederländischer Meister: 2019, 2021
- Niederländischer Pokalsieger: 2019, 2021
- Niederländischer Supercupsieger: 2019

Royal Antwerpen
- Belgischer Meister: 2022/23
- Belgischer Pokalsieger: 2022/23